# Ulrich Osche
Ulrich Osche (* 5. Januar 1911 in Berlin; † 27. Februar 1975) war ein deutscher Politiker (KPD, SED), Widerstandskämpfer gegen den Nationalsozialismus und Journalist. Er war Generaldirektor der Deutschen Werbe- und Anzeigengesellschaft (DEWAG).

## Leben
Osche, Sohn eines Schneiders, besuchte die Volksschule und das Gymnasium, das er 1929 mit dem Abitur abschloss. Er erlernte den Beruf des Chemigraphen. 1929 trat er dem Kommunistischen Jugendverband Deutschlands (KJVD), 1930 der KPD und der Revolutionären Gewerkschafts-Opposition (RGO) bei. Er war Mitglied der KPD-Unterbezirksleitung Berlin-Schöneberg sowie Funktionär des KJVD und der RGO-Jugend Graphisches Gewerbe.
Nach 1933 beteiligte er sich als Bezirkssekretär des KJVD Ruhrgebiet am Widerstand gegen den Nationalsozialismus. 1934 emigrierte er in die Niederlande. Ab September 1934 war er illegal als Instrukteur in Moers, Essen und Duisburg tätig, zuletzt als Politischer Sekretär der illegalen KPD im Ruhrgebiet. Osche nahm als Delegierter am VII. Weltkongress der Komintern, am VI. Weltkongress der Kommunistischen Jugendinternationale und im Oktober 1935 an der sogenannten Brüsseler Konferenz der KPD bei Moskau teil. Unter dem Decknamen Lewald lebte er damals im Hotel Lux. Anschließend ging im Auftrag der KPD wieder nach Deutschland zurück, wo er seine illegale Arbeit als KPD-Sekretär im Bezirk Köln fortsetzte. Im März 1936 wurde Osche von der Gestapo verhaftet und im Januar 1937 vom Volksgerichtshof zu 15 Jahren Zuchthaus verurteilt. Er wurde im Zuchthaus Siegburg inhaftiert. Im Juli 1943 wurde Osche ins KZ Buchenwald überstellt, wo er die illegale Parteiorganisation vorantrieb. Osche wurde im April 1945 in Buchenwald befreit.

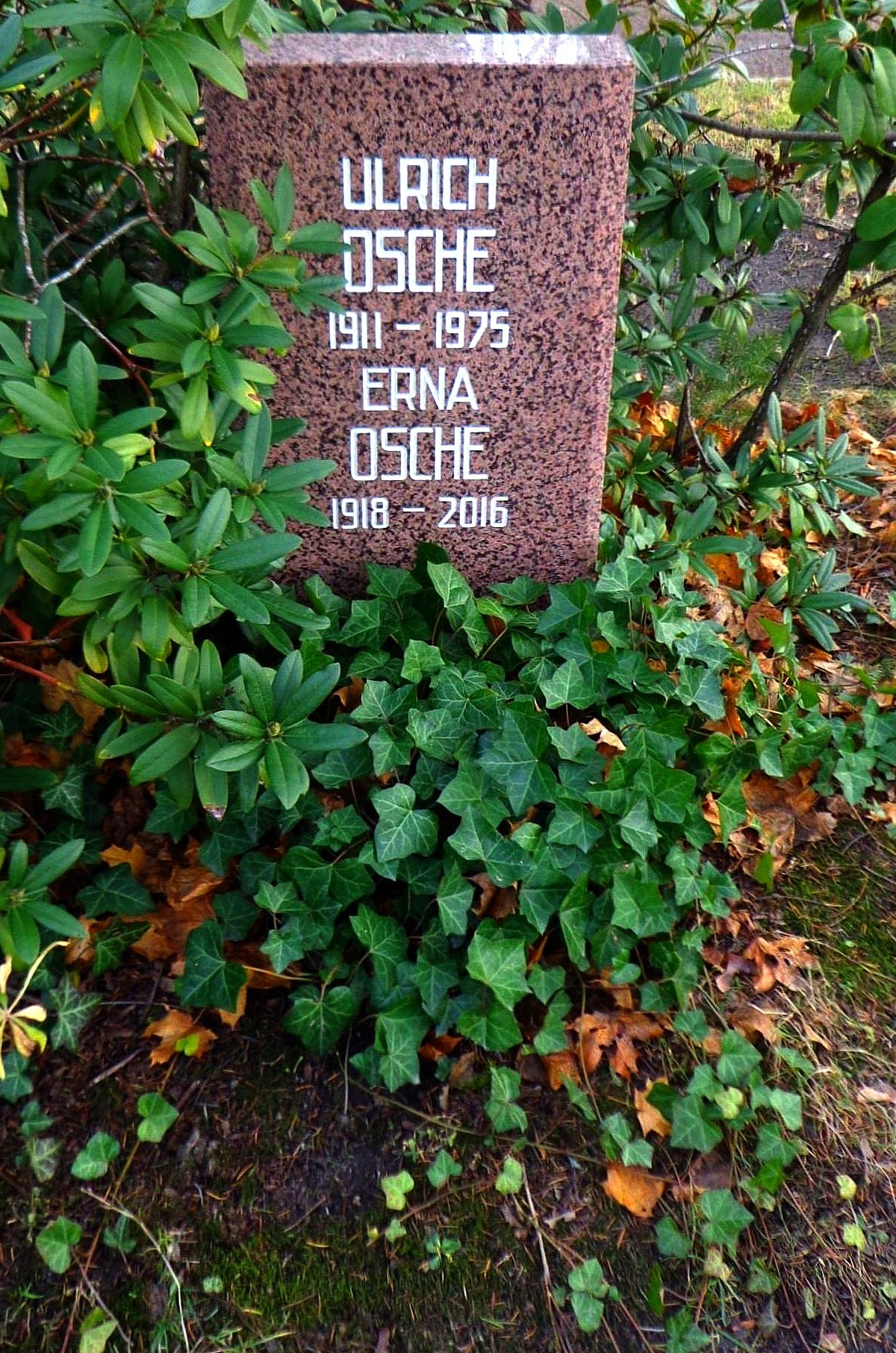
Grabstätte

Nach 1945 war er bis 1949 Abteilungsleiter und Personalchef der Deutschen Zentralverwaltung für Land- und Forstwirtschaft. Seit 1946 war Osche Mitglied der Sozialistischen Einheitspartei Deutschlands (SED). 1949/1950 wirkte er als Leiter des Postzeitungsvertriebes in Berlin, von 1950 bis 1952 als Vertriebsleiter und Kulturdirektor des Verlags und der Redaktion des Neuen Deutschland und von 1952 bis 1954 als Verlagsleiter der Märkischen Volksstimme in Potsdam. Von 1954 bis 1959 war Osche Mitarbeiter des ZK der SED und Leiter der Zentrag-Verlage. Von 1959 bis 1974 war er Hauptdirektor der Zentralleitung bzw. Generaldirektor der DEWAG.
Seine Urne wurde in der Grabanlage Pergolenweg des Berliner Zentralfriedhofs Friedrichsfelde beigesetzt.

## Auszeichnungen
- Vaterländischer Verdienstorden (1959, 1961 in Silber und 1970 in Gold)
- Karl-Marx-Orden (1974)